# Drojdii, Mureș
Drojdii (în maghiară Seprőd) este un sat în comuna Bereni din județul Mureș, Transilvania, România.

## Istoric
Pe Harta Iosefină a Transilvaniei din 1769-1773 (Sectio 144), localitatea a apărut sub numele de „Seprőd”. 

## Imagini

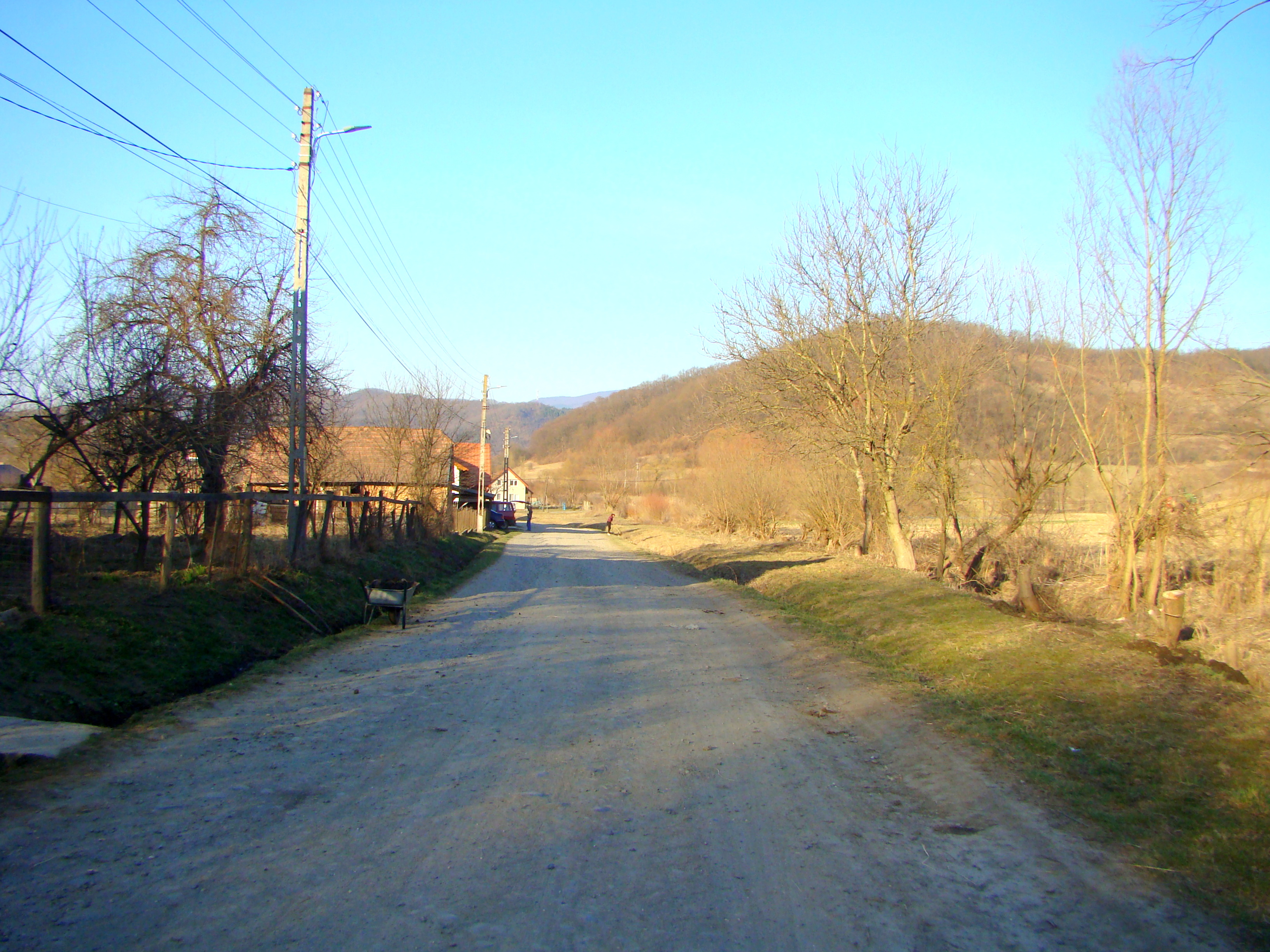
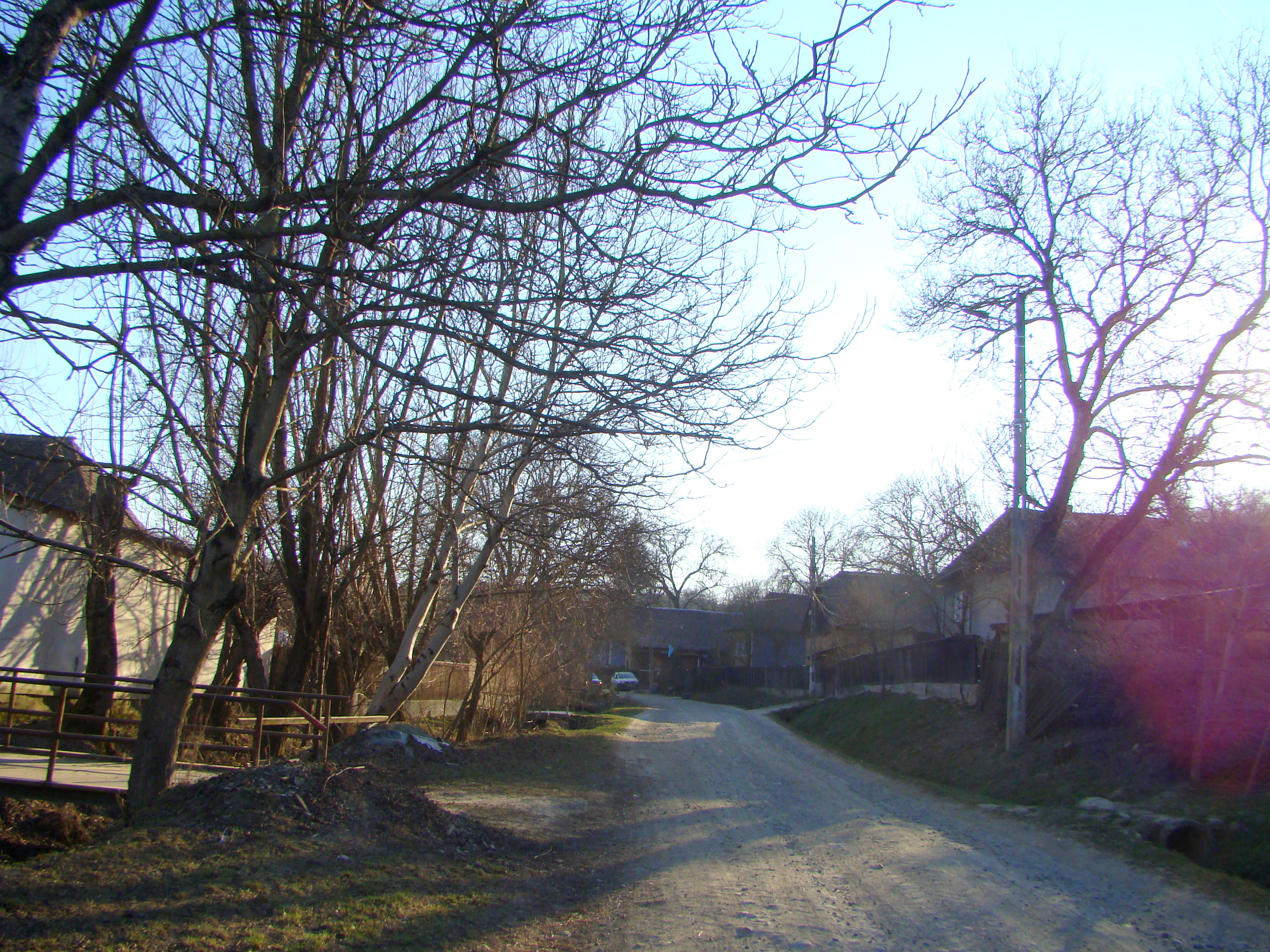
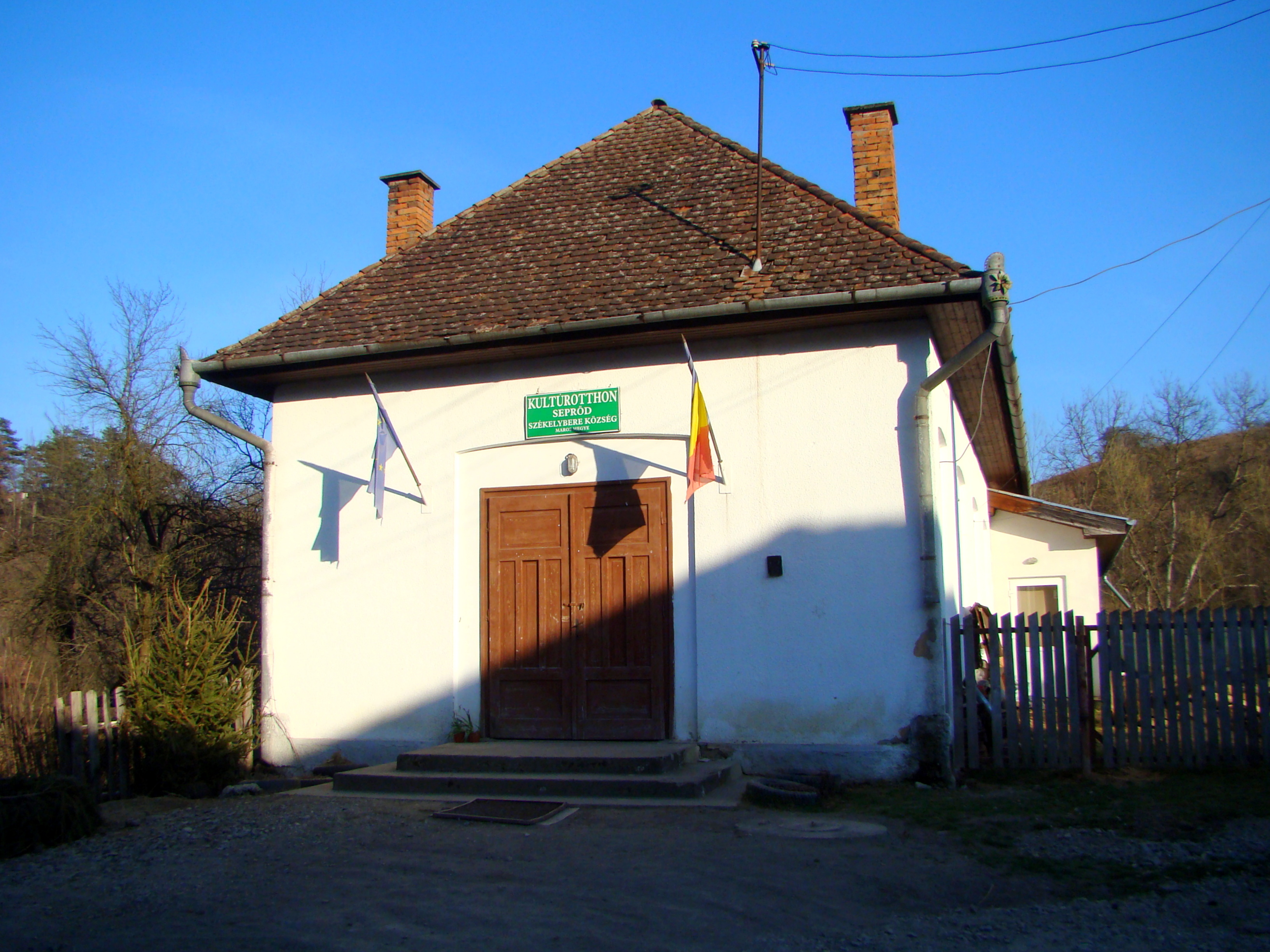
Căminul cultural
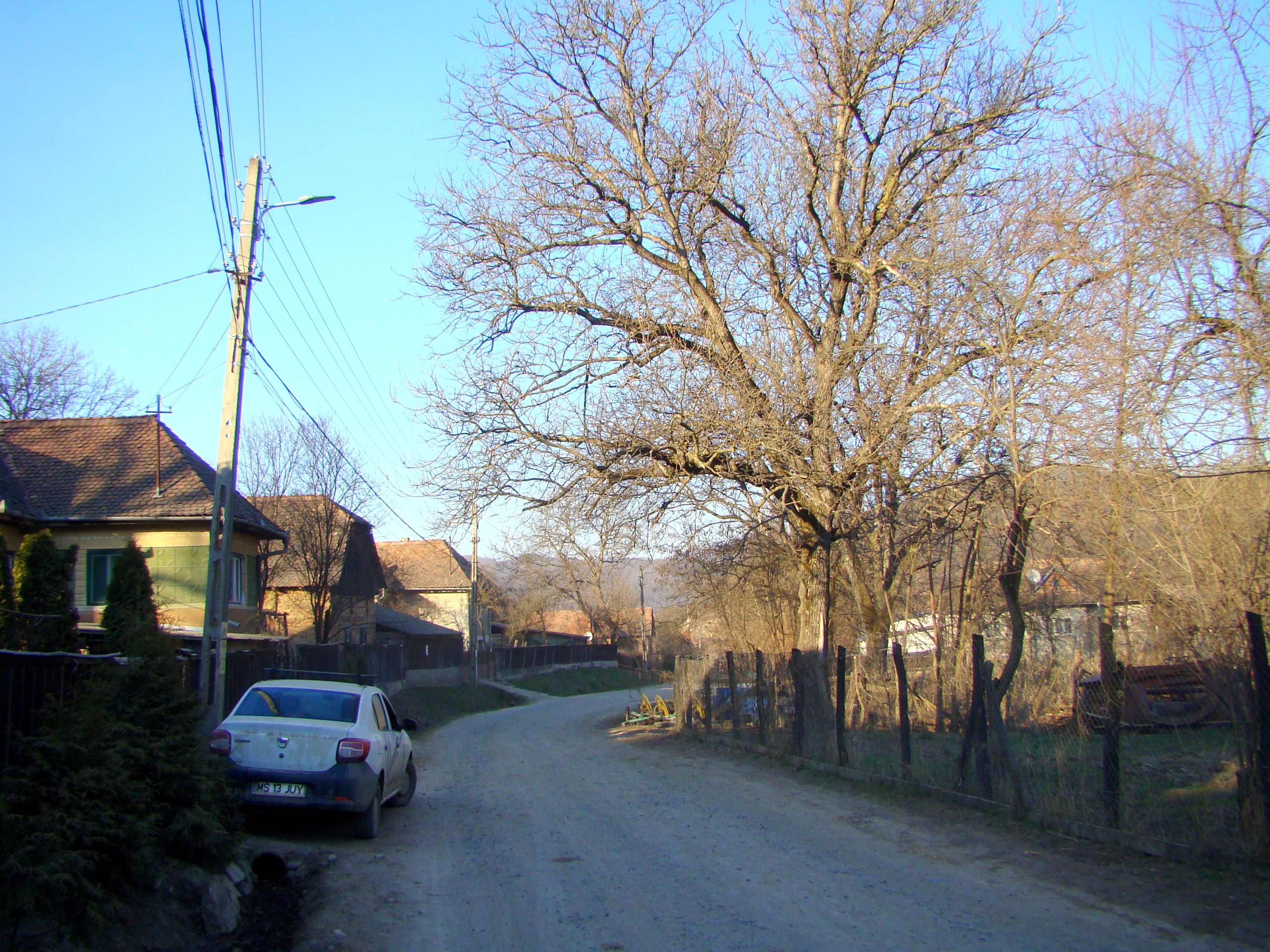
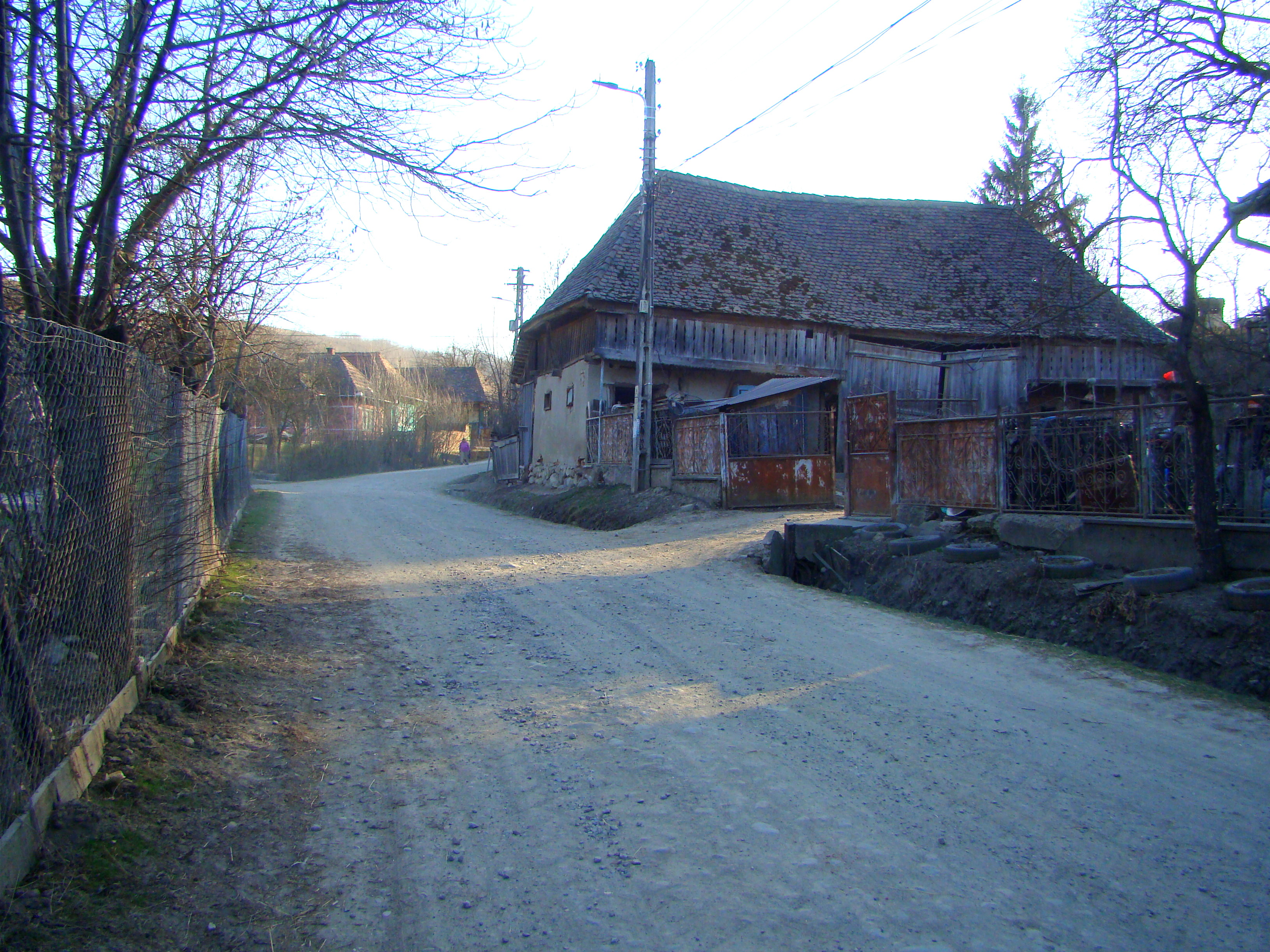
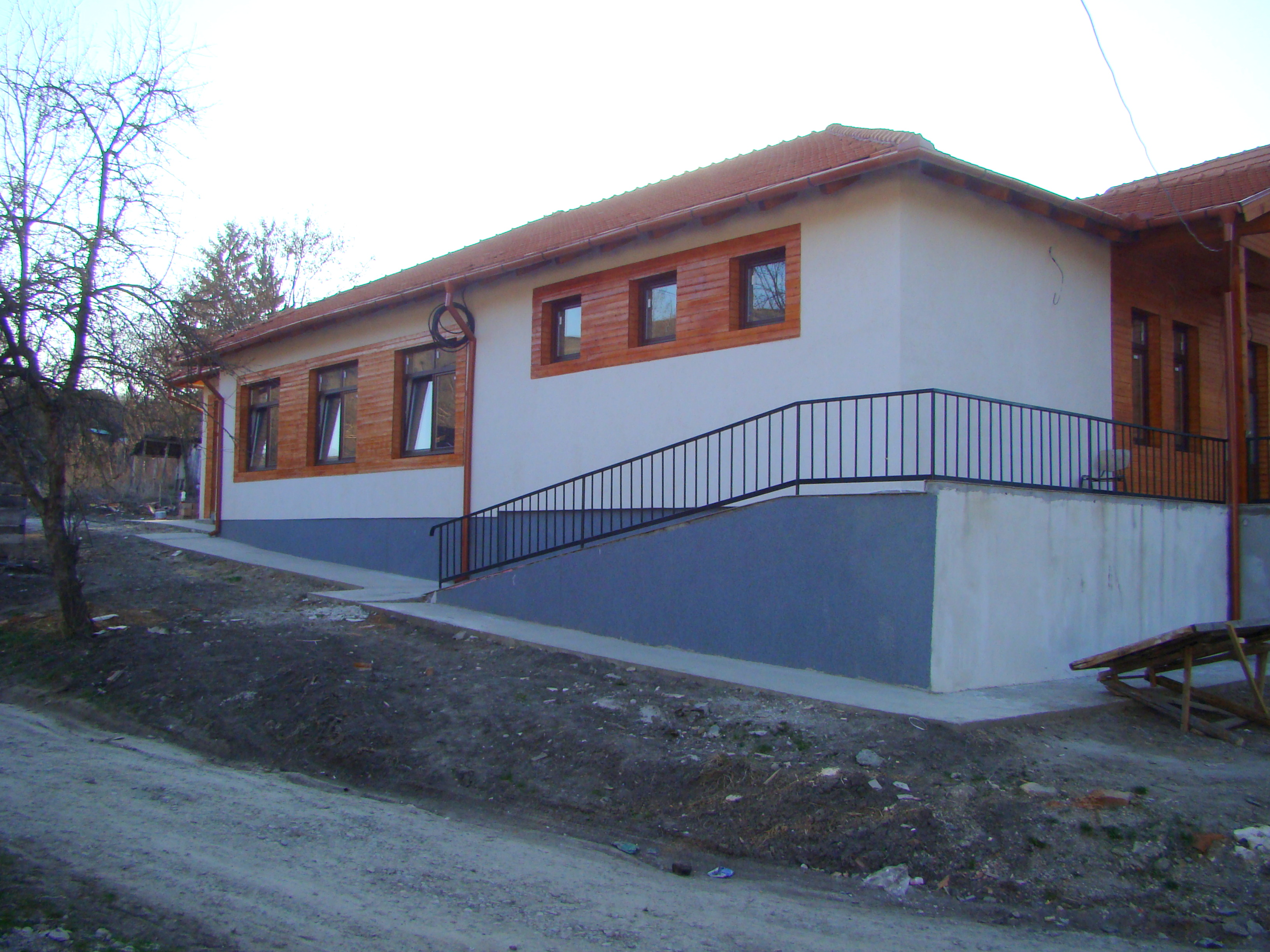
Școala nouă
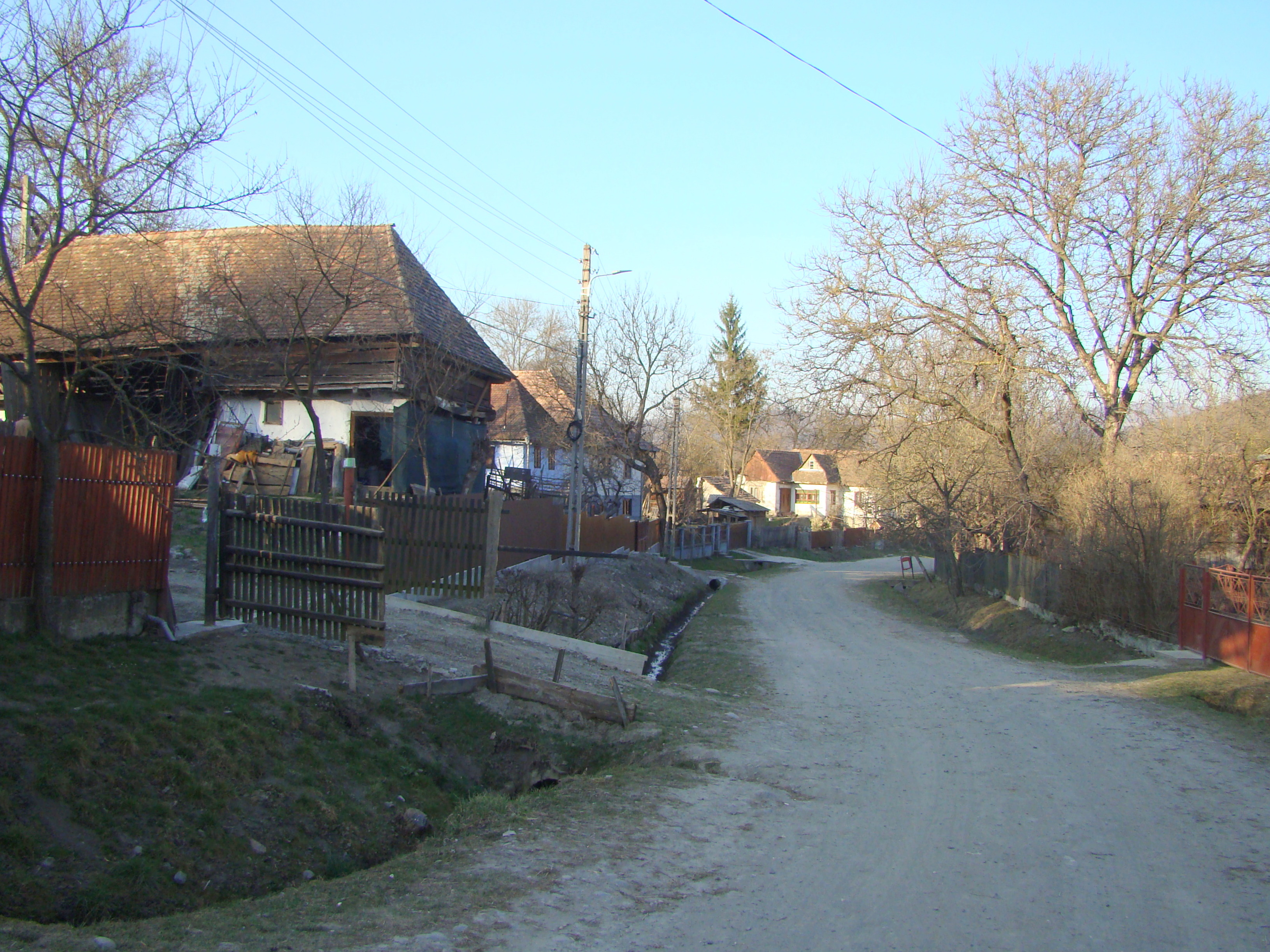
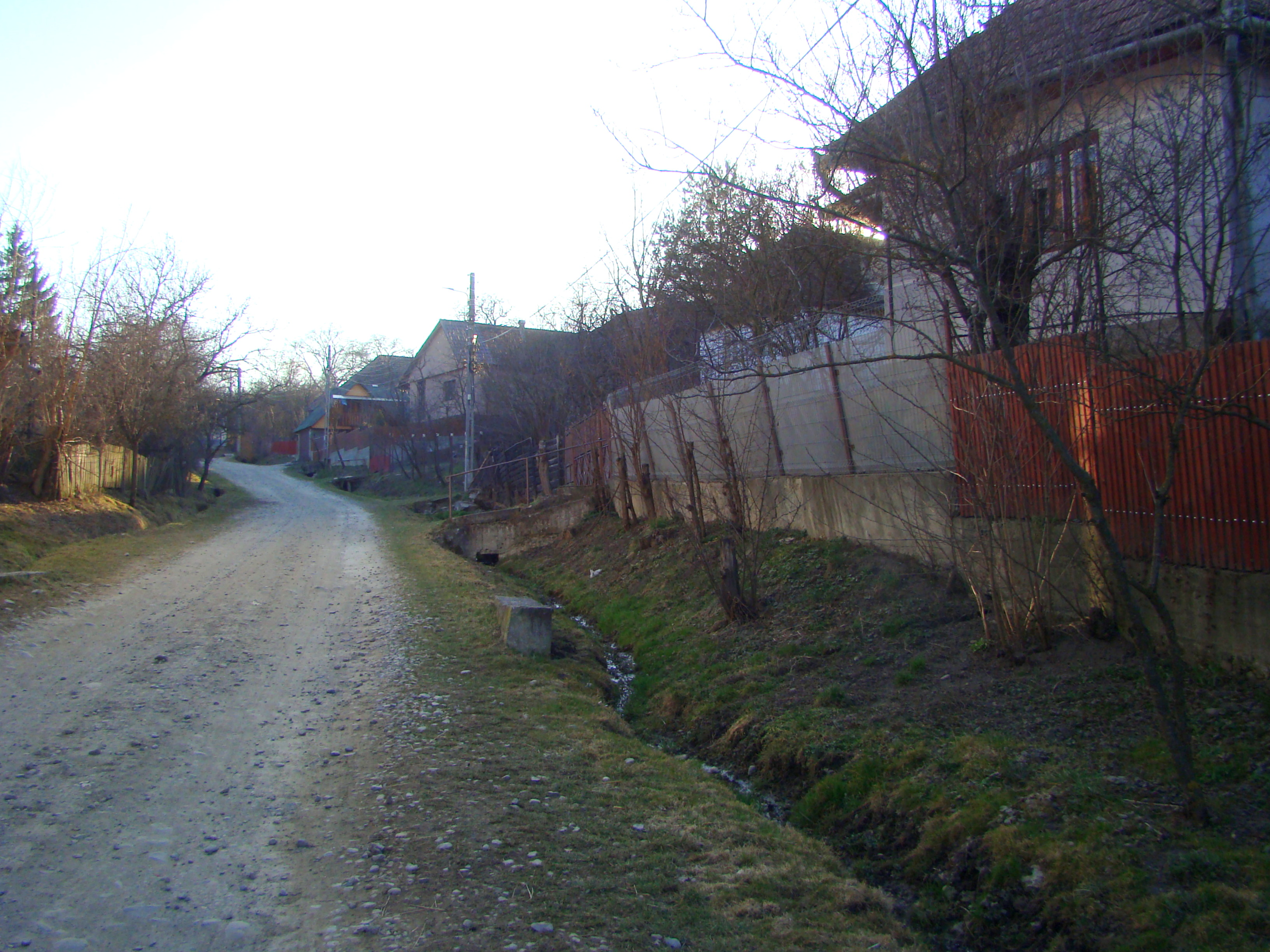
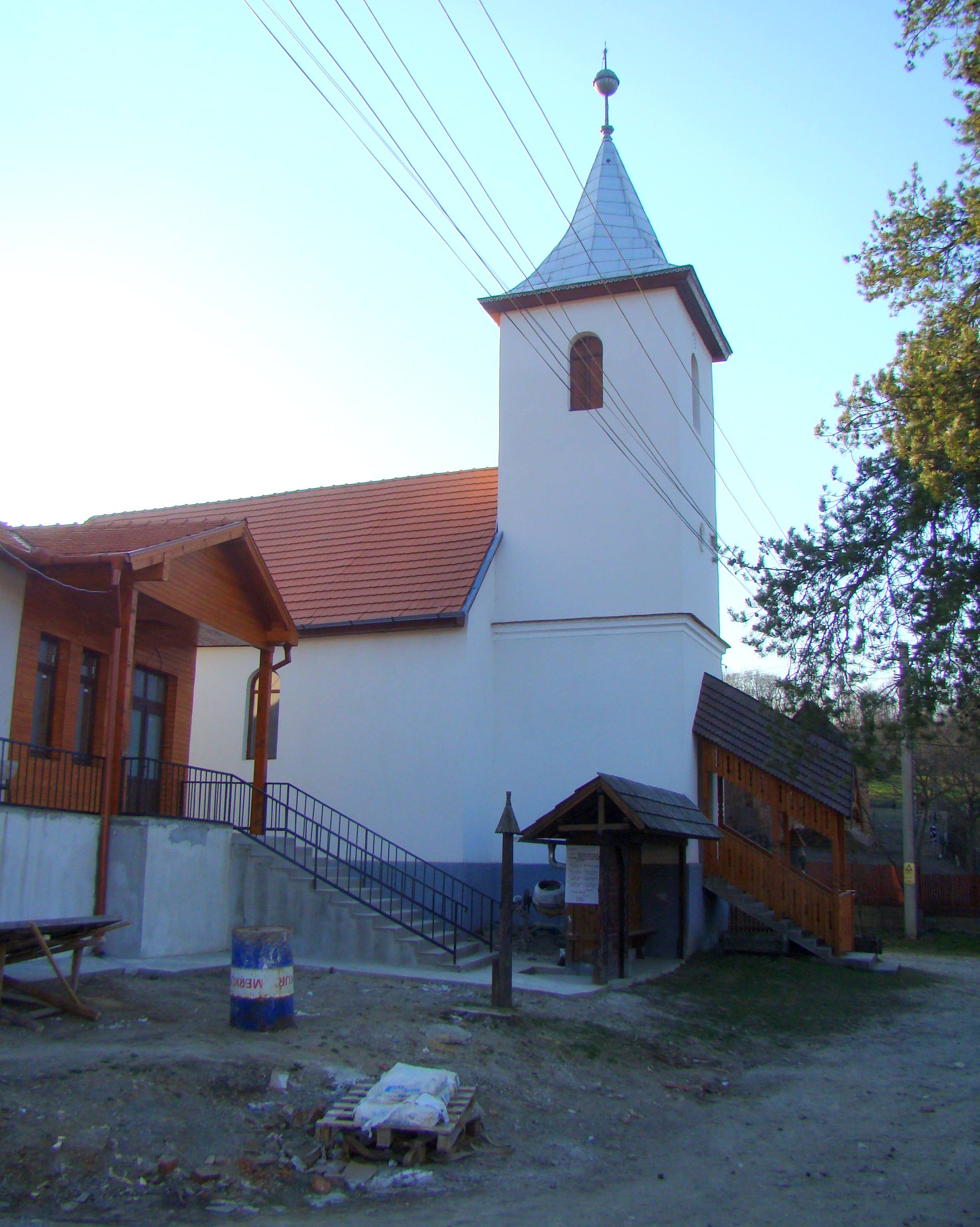
Biserica reformată (1925)
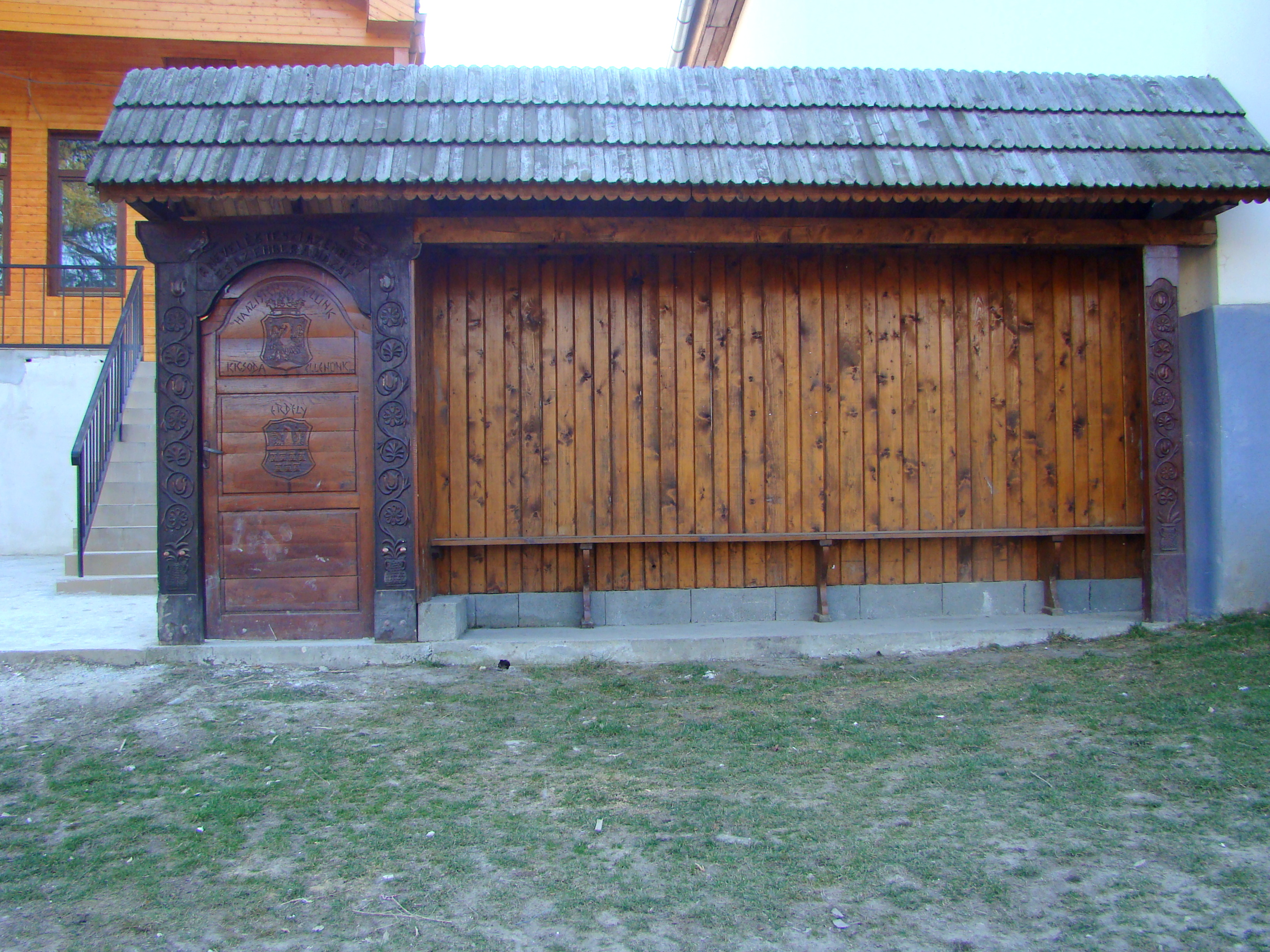
Poarta de lemn
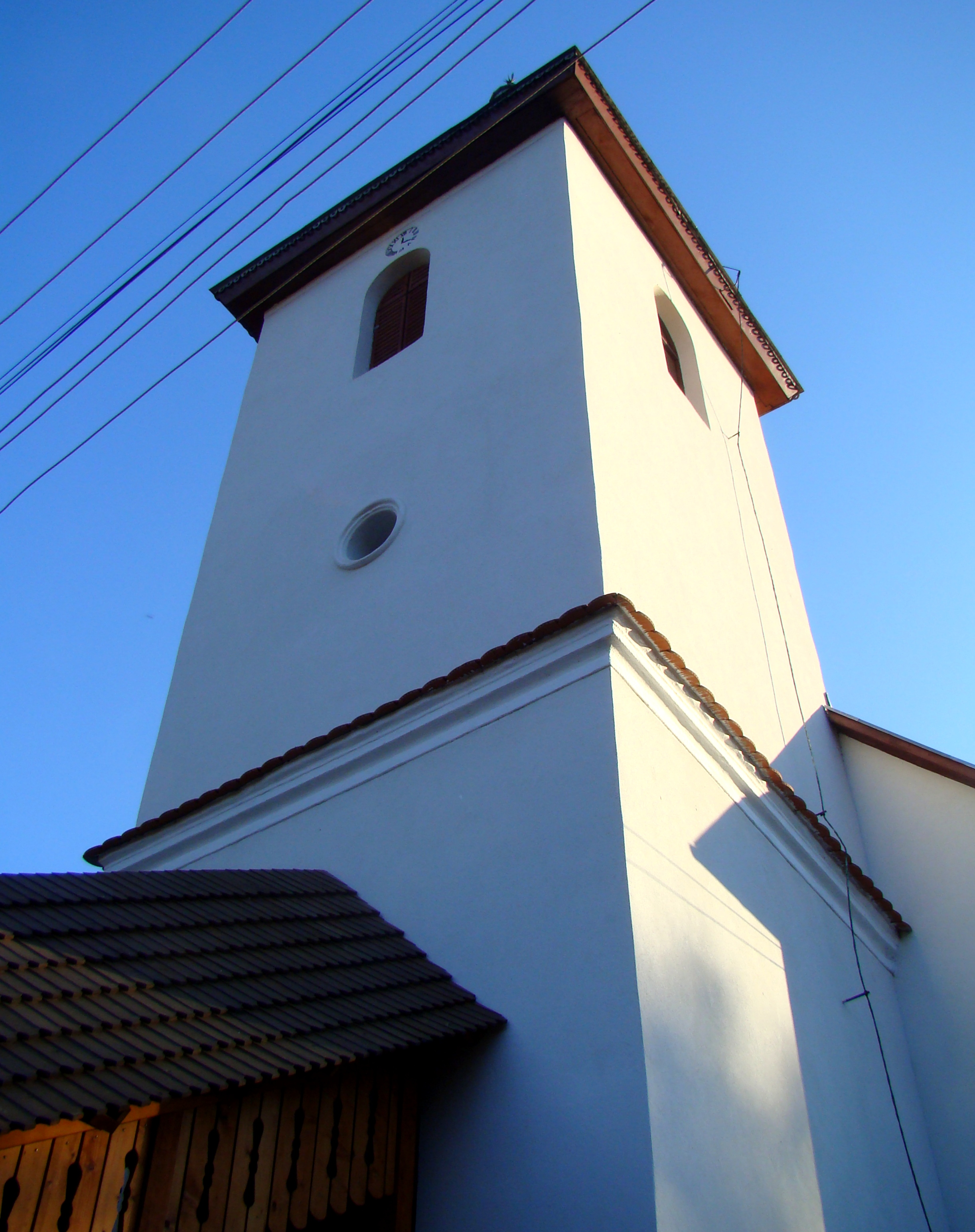
Turnul bisericii
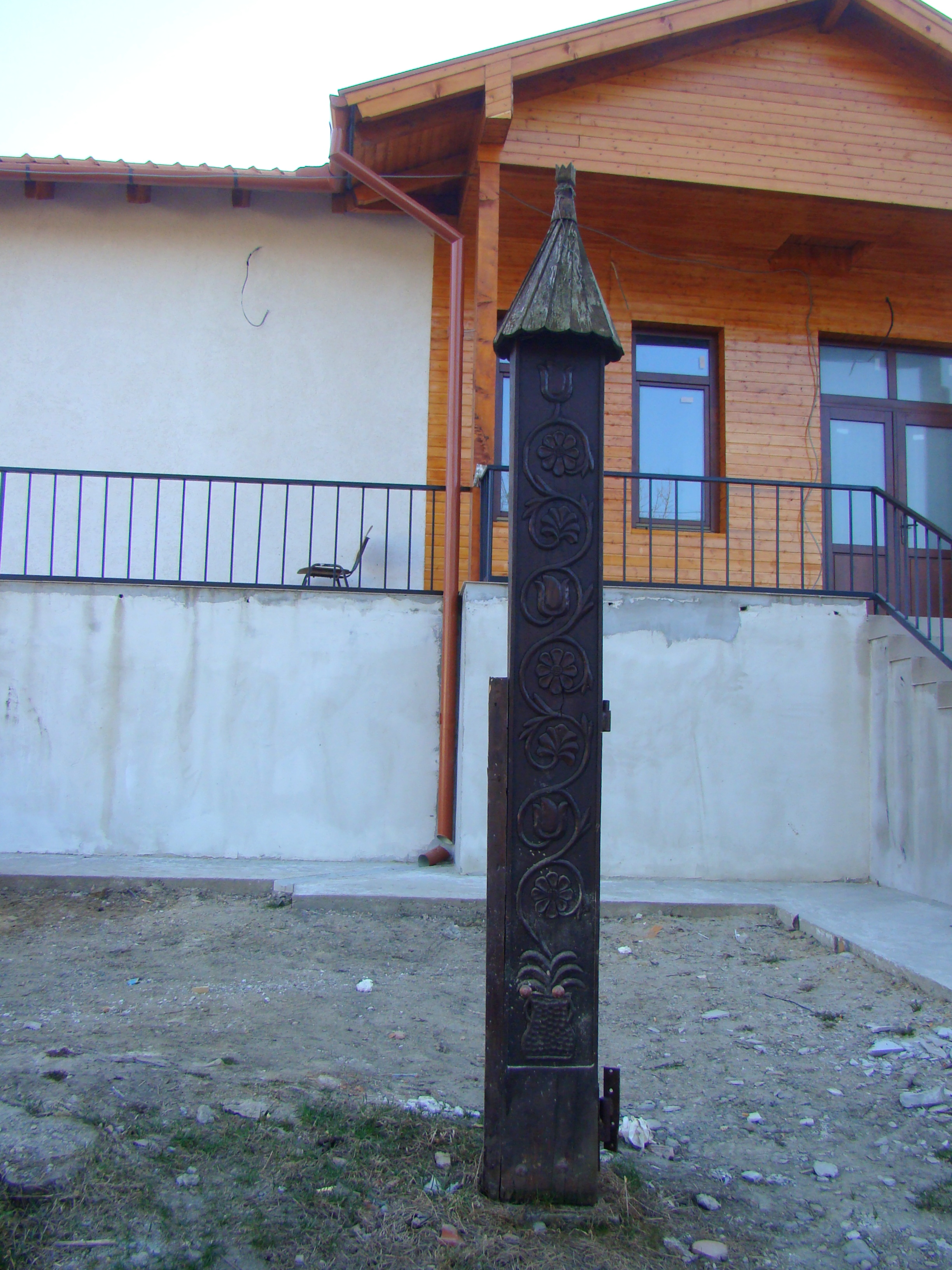
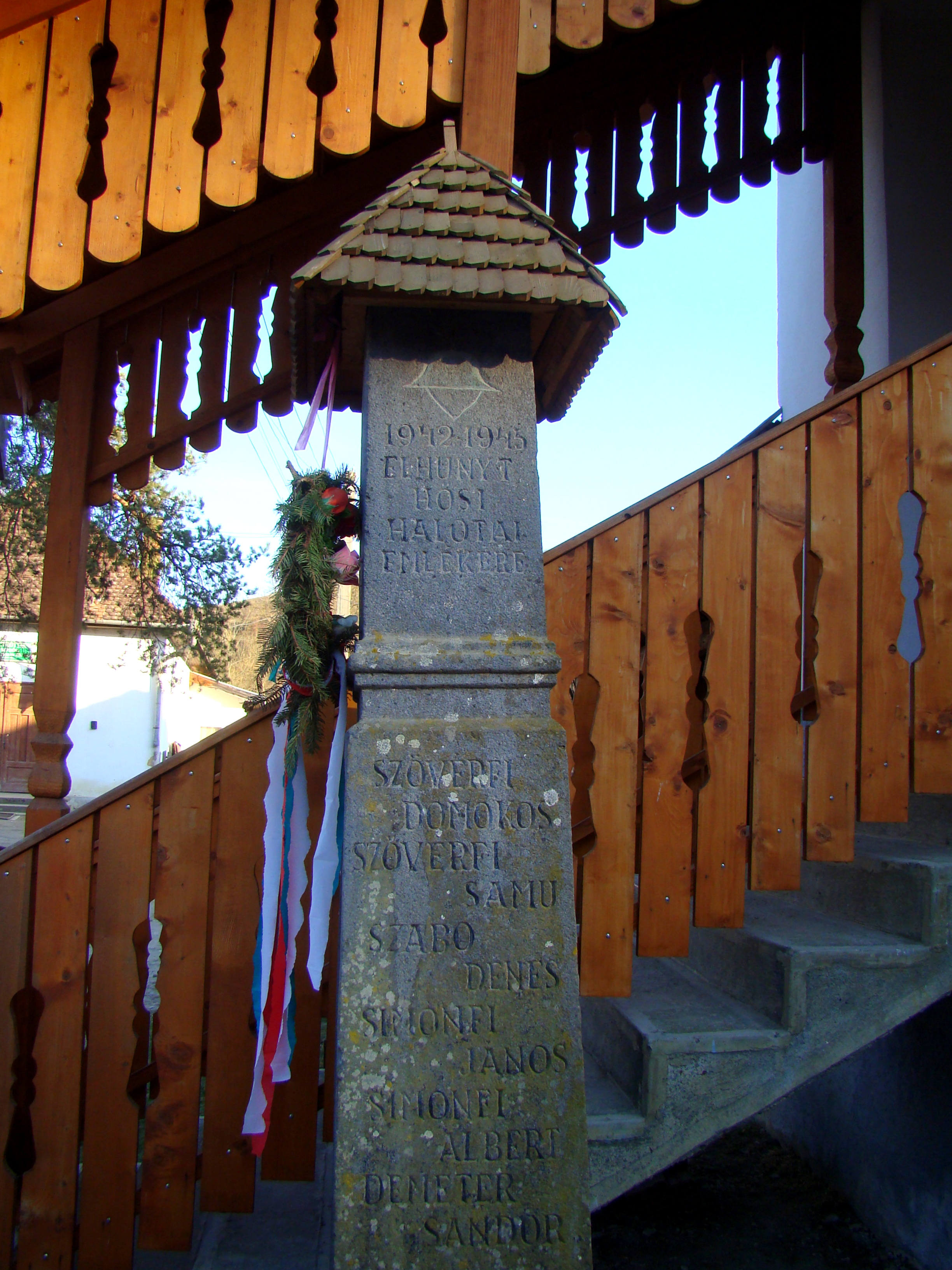
Monumentul eroilor
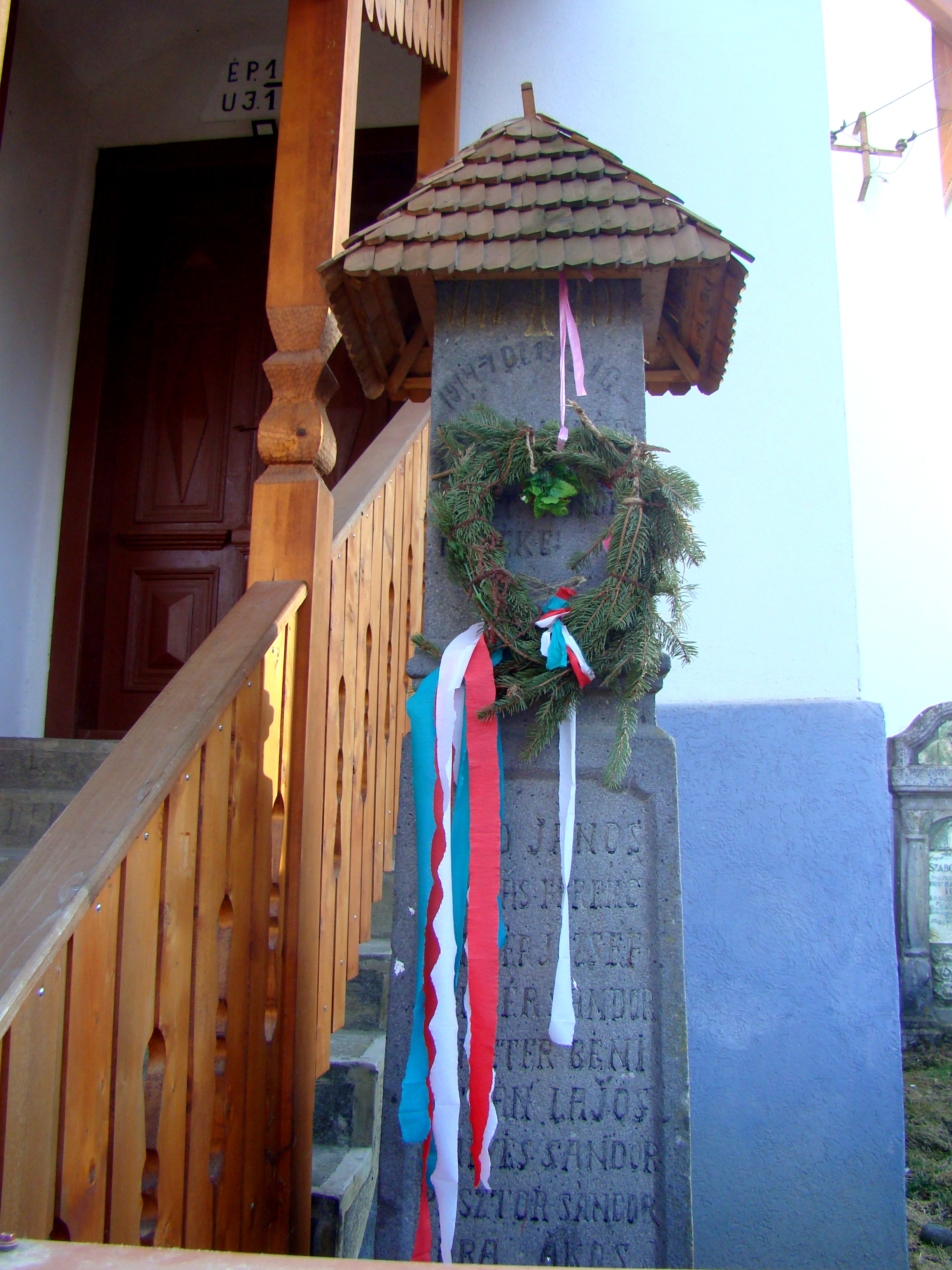
Monumentul eroilor
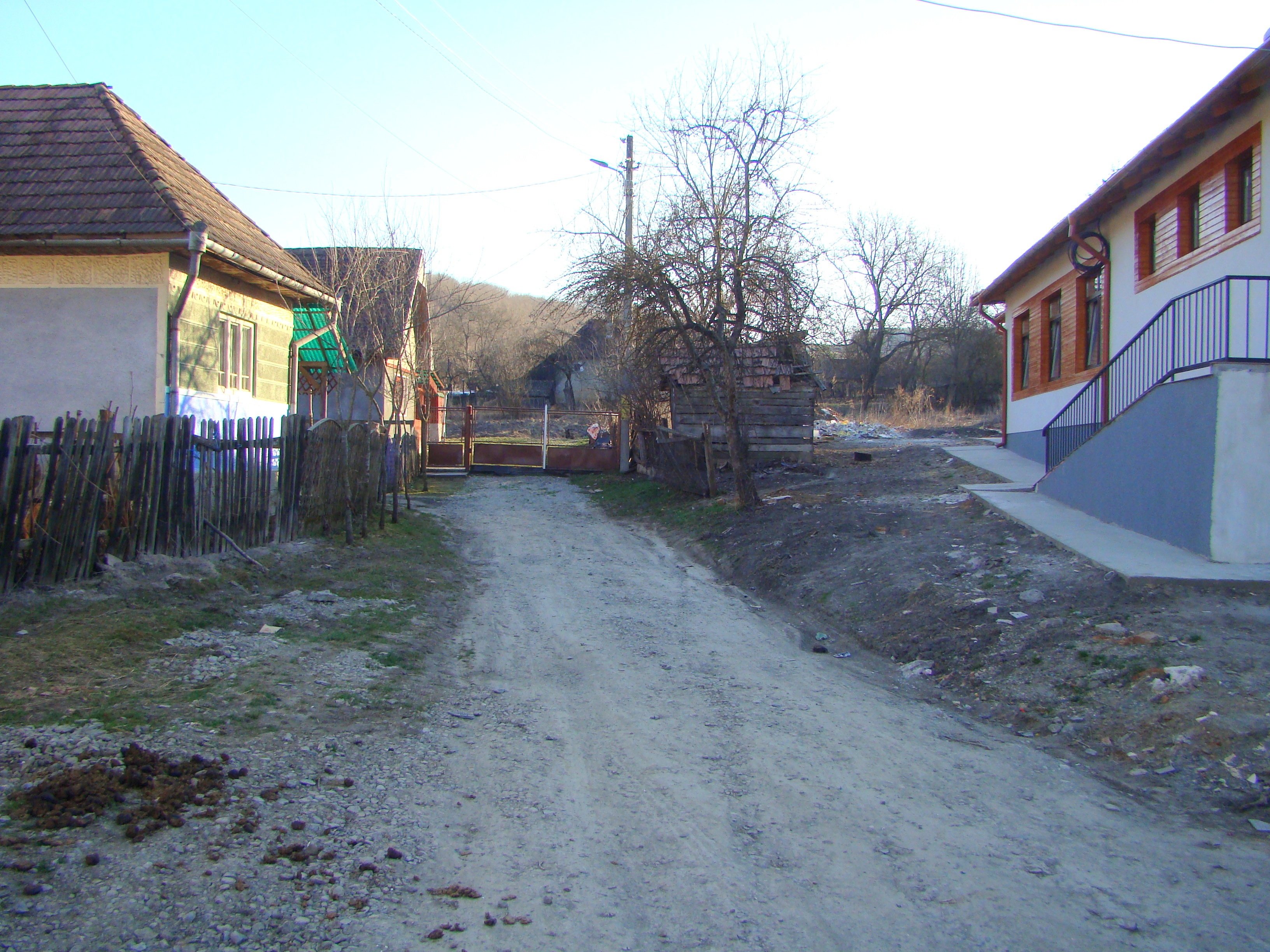